# 러시아 우정
러시아 우정(러시아어: Почта России)은 러시아의 국내 우편 배달, 우표 발급 등을 담당합니다. 러시아 우정은 약 39만 명의 직원을 고용하고 있으며, 모스크바에 본사를 두고 있으며, 약 4만 2천 개가 넘는 우체국을 가지고 있다.
크림반도의 우편 서비스는 별도의 회사인 크림 우정에서 담당하고 있다.

## 연혁

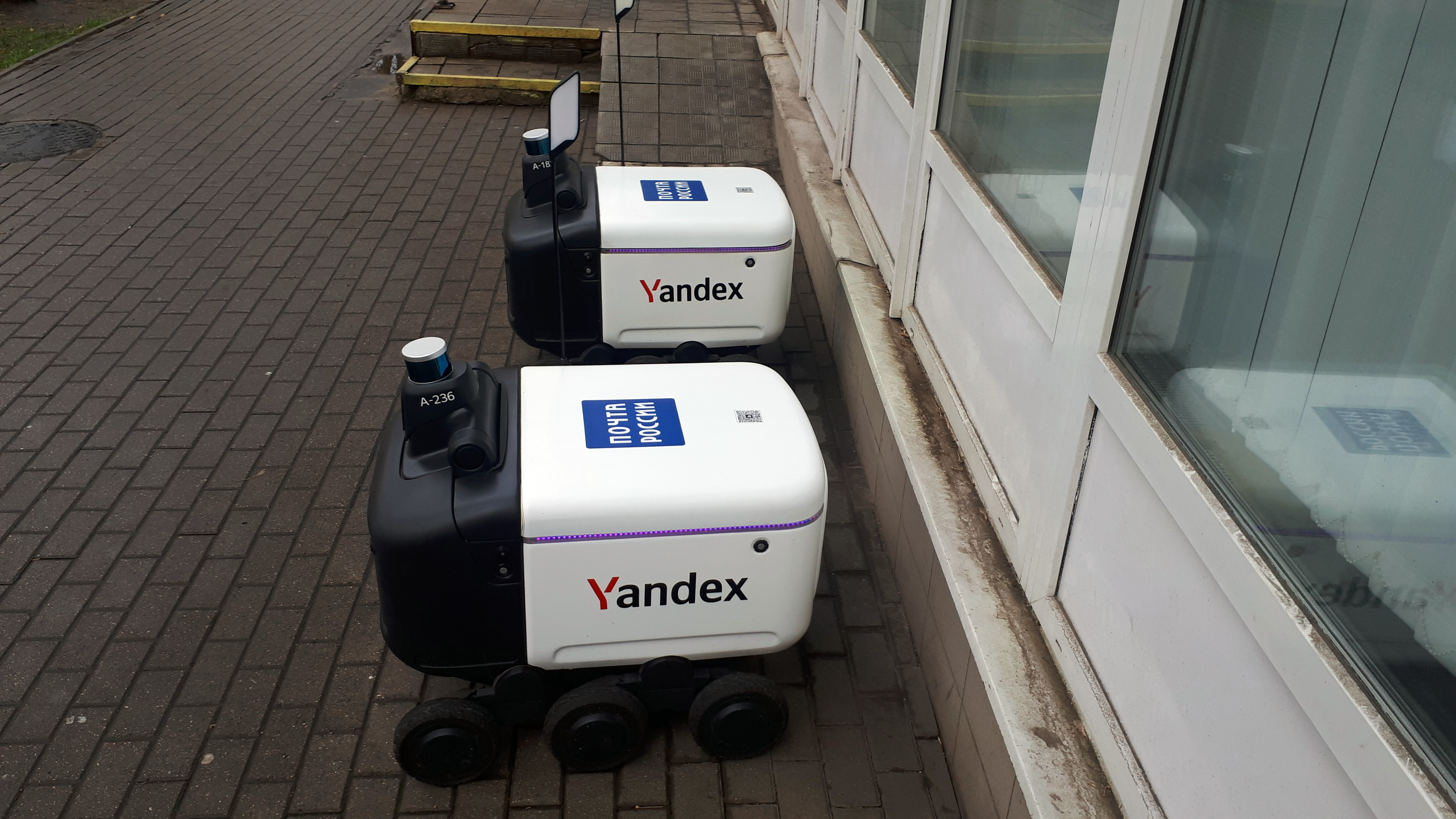
메일 배달 로봇

러시아의 우편 사업은 오래 전부터 이루어졌으며, 1874년에 창립된 만국 우편 연합(UPU)의 회원국의 하나이다.